# シルバー事件
『シルバー事件』（シルバーじけん）は、グラスホッパー・マニファクチュアが開発しアスキーより1999年10月7日に発売されたPlayStation用3Dアドベンチャーゲーム。
後に続編となる携帯電話アプリゲーム『シルバー事件25区』（2005年）が配信された他、2016年10月6日にはWindows PC向けに日本語・英語両対応したHDリマスター版『The Silver Case』がSteamとPLAYISMでダウンロード発売された。日本国外でのリリースはこのPC版が初となる。こちらは有料DLCのエクストラコンテンツとしてアートブック、デジタルコミック、オリジナルサウンドトラックも同時配信されている。2018年3月15日には本作品と『シルバー事件25区』を同時収録したPlayStation 4版『シルバー2425』が発売された。2021年2月18日にはNintendo Switch版『シルバー2425』が発売。
ファミ通文庫からノベライズ版『case＃4.5』が刊行されている。
上述のHDリマスター版のエクストラコンテンツに含まれるデジタルコミックの中で、本作は『ムーンライトシンドローム』と世界観を共有している事が明かされている。

## ゲーム内容

### FILM WINDOW（フィルム・ウィンドウ）
フィルム・ウィンドウとは、タイプの異なる7種類の情報をウィンドウ単位で組み合わせて表現する手法。そのため個々の異なる情報を一画面内で表示することが可能。さらに、ひとりの登場人物の"言葉"と"心情"を同時に提示したり、複数の登場人物の心情を同時に表示することで、"ふたつの物語をひとつの時間で表現する"ことも可能となる。
画面内に複数のウィンドウを表示し、場面ごとにそれらの表示位置や大きさを変える手法。「フィルム・ウィンドウの種類」として解説書に載っているものは以下の通り。
3Dウィンドウ
ポリゴンにより描かれた風景・建物といった「場所」が表示されるウィンドウ。主人公の移動時には3D視点でのフィールド画面の役割を果たす。多くの会話イベント時には背景表示の役割（一部の場面ではカメラが一定の移動を繰り返す）を果たす。場面転換時には遠景が流され、重ねて時刻・地名・章題等が表示される。
ムービー・ウィンドウ
実写映像・アニメーション・3Dポリゴンなど、さまざまな描法によるムービーが表示されるウィンドウ。イベントムービーとしての役割だけでなく、“ムービーが流れる傍らで（ボタン操作により）テキストを読み進める”といった場面も存在する。
グラフィック・ウィンドウ
イベント画としての一枚絵や、アイテムや重要箇所などの映像が表示されるウィンドウ。
テキスト・ウィンドウ
文字が表示されるウィンドウ。多くの場合はキャラクターのセリフが表示されるが、その場合はセリフの長さによってウィンドウの大きさが変わる。パソコン画面を意味する場合は広めにスペースがとられた一定の大きさのウィンドウに文字が並んでいく。メルマガや貼り紙の文面を意味するウィンドウでは、あらかじめ表示された全文（ウィンドウ外にまでテキストがはみ出す）を画面を上下にスクロールさせて読む。イベントムービーとして、テキスト・ウィンドウが連続して流れる場面も存在。
フェイス・ウィンドウ
キャラクターの顔が表示されるウィンドウ。そのキャラのセリフであるテキスト･ウィンドウと共に表示される。表示の際にはウィンドウの枠線が光りキャラクター名も表示される。グラフィック・ウィンドウの一枚絵における人物の顔にあたる場面が光る枠線で囲まれ、フェイス・ウィンドウの役割をはたすことも多い。
メニュー・ウィンドウ
コマンドが表示されるウィンドウ。「M」「C」「I」「S」の文字が表示されており、それぞれ「MOVEMENT（移動）」「CONTACT（接触）」「INPLEMENT（道具の使用）」「SAVE（セーブ）」を意味する。
ウィンドウが表示される背景もシナリオ毎にデザインが異なり、ほとんどの場面でアニメーションし続ける。これらの背景は流れている音楽のリズムにあわせ、動き方や表示速度が変わるという演出がなされている。
ゲームオーバーやシナリオ分岐といったものは存在しない。また、作中幾つか存在する謎解きの場面は付属説明書にヒントが記載されている。

## ストーリー
街の陰謀を巡るミステリであり、それぞれ個別に主人公が存在する[Transmitter]（トランスミッター）と[Placebo]（プラシーボ）の2サイドから成る。前者が本筋で、後者は前者を別の視点から考察するような構成になっている。プロローグとエピローグを除き、[Transmitter]編のシナリオを一つクリアすると次の[Transmitter]編のシナリオと、クリアしたシナリオに対応する[Placebo]編のシナリオが出現する。[Placebo]編は必ずしもクリアする必要は無いが、前述の通り物語の全貌を解き明かす上で重要となる。
[Transmitter]
市場経済主導型社会主義国家「カントウ」の中心部である新興都市「24区」の警察署、24署の凶悪犯罪課を舞台とする。
24区で伝説となっている事件「シルバー事件」の犯人、ウエハラカムイが収容中の病院から脱走した。カムイ捕獲に向け出動した公安特殊部隊の一員である主人公はその後凶悪犯罪課に配属され、その面々と共に奇妙で不条理な数々の事件と遭遇する。
[Placebo]
24区に住むフリーライター、モリシマトキオは幼少時の記憶を持たない男で、郊外のマンションでペットの亀と共に自堕落な生活を送っていた。そんなある日、トキオはかつての職場の上司から伝説の犯罪者ウエハラカムイについて調査するよう依頼される。時を同じくしてカムイが収容中の病院から脱走。捕獲するべく出動した公安特殊部隊を返り討ちにして隊員数人を殺害、市街地に潜伏する。
その後トキオは深夜、閉店後のショッピングセンターでウエハラカムイと邂逅。以来、彼は自分の中で誰かが囁くような声を聴くようになる。
基本的にはウエハラカムイと伝説の事件「シルバー事件」の謎を解き明かしていく過程を描いたものである。
また、刑事モノのサスペンスとして物語が提示されている一方、以下の点においてサイエンス・フィクション的な要素が含まれている。
犯罪力
劇中で展開される殺人などの犯罪はウイルスのように伝播性があり、人から人へ「犯罪を実行する因子」として感染する性質を持っている。
これは「犯罪力」と呼ばれ、テレビ等のマスコミを通じて伝染、拡大する傾向がある。
凶悪犯罪課はそれを防ぐため、現場においていち早く犯人を処分し、報道機関への展開を絶つ事を目的としている。
残留思念
いわゆる「幽霊」とも異なる存在で、強い犯罪力を持つ人間が死亡すると現出し、犯罪力の感染源となるとされている。
また、犯罪等に関わらない民間人も死後そうした思念は残っており、それを観ることのできる人間も存在する。

## 舞台
舞台は1999年の架空の国「カントウ」の架空の新興都市である、将来の遷都を目的に開発された国家経済行政特別自治区「24区」。当時の同時代だが日本にはないような近未来をイメージした世界観である。
区長は5期目を迎えるハチスカカヲルで、人口は10万人。複数の政党や市民団体が存在し、それらの勢力が両立あるいは拮抗して街を形成しているため、一見穏やかに見えるが市民それぞれに先鋭的な政治的対立が存在している（凶悪犯罪課の面々も例外ではない）。それに反映されるように治安維持機構なども複数存在し、裏では反目しあっている。
公募によって24区に入居した住民の間では7割の低級情報層と3割の高級情報層という歴然とした階級差が存在、所得云々よりも情報差が階級を形成している。近年は凶悪犯罪が激増しており、それらはマスコミを伝って「伝染」するため、凶悪犯罪課は「処分」と呼ばれる現場での被疑者射殺の権利を有しており、作中でも彼らによる処分が見られる。

### 政党及び市民団体
FSO
フロンティア派。環境保全を軸とした非営利組織で保守派とされる。24区成立当初、後述するTRO/CCO連合との権力闘争に敗れたことで政権中枢から追い出され、現在は過激派に位置される非合法組織となっている。
TRO
テクノ派。分子生物学系の技術を背景に資源育成を主たる活動としている。現在はCCO（後述）と連合を形成して連立政権を担っており、政権ではCCOと勢力を二分する。中央警察部と通産局、財政局を掌握している。
CCO
シビック派。介護、教育、シビリアンパトロールなど、市民活動を主たる活動の場とする団体。現在はTROと連合を形成して24区連立政権を担っている。公安警察部と資産運用局、環境局を掌握している。
※現在はTROとCCOが連立政権を担当し、FSOが完全に駆逐された格好で市民の政治的対立を煽っている。TRO/CCO連合主席はカイ ダイザブロウ。

### 治安維持機構
※行政機関の対立改善を掲げる区長ハチスカによって24区の行政機関は大規模な組織改革に成功したものの、警察機構を担う「行政監査警察局」内には各派がそれぞれ中心となった2つの治安維持機構が存在する。
中央警察部
主に犯罪捜査を担当。旧TROを中心に形成されており、舞台となる24署を初め凶悪犯罪課を含む四課が設置されている。
公安警察部
広域公安を担当。旧CCOを中心に形成されており、四課設置されている。序盤で主人公の属していた公安特殊部隊「リパブリック」はこちら側で、中央警察部凶悪犯罪課に角逐する形で非公安事件の処理を目的に設立された。

## 登場人物
ウエハラ カムイ（上原 神威）
[Transmitter］[Placebo]両サイドを通してゲーム全体の肝となる男で、かつて24区で起こった伝説の事件「シルバー事件」の被疑者。ただ事件の詳細自体は世間に殆ど公表されていない。
逮捕当時から精神的な問題を抱えているとされており、公判が中止された後は精神病院に入院していた。近年は強度の精神症との診断を受け、単独での社会的生活は不可能で発話はおろか動作すらままならない状態だったが、一瞬の隙を突き警備員など複数人を殺害し逃走。公安特殊部隊の追撃を振り切り、市街地に潜伏した。

### [Transmitter]
主人公
名はプレイヤーの任意だが、体験版・サウンドトラック等によるとデフォルトネームはアキラ。
当初は公安傘下の特殊部隊「リパブリック」隊員として登場する。ウエハラカムイ脱走事件に際しその捕獲作戦に参加。その後の事情聴取で24署凶悪犯罪課の面々と出会い、程なくして凶悪犯罪課特別捜査官に推挙される。凶犯課での立場は微妙で、時には運転手や使い走りのような扱いを受け、誰も関わりたがらない事件を人身御供のような形で押し付けられる場合もある。全編通して全くセリフがない（或いはプレイヤーは聞くことができない）。姿を見ることもほとんどないため、主人公というよりはプレイヤーの分身、観客としての役割が付与された人物だといえる。後にクサビ（後述）によって「デカチン」とニックネームをつけられ、呼ばれるようになる。オープニングなどで僅かに描かれる姿は短髪の男性。
クサビ テツゴロウ（楔 鉄五郎）
24署凶悪犯罪二課特別捜査官。40代後半の自他共に認めるオヤジである。
かつて「シルバー事件」に関わり、「カムイを逮捕した男」として生ける伝説となっているベテラン刑事。数少ない「シルバー事件」の真実を知っている人物とされる。その豊富な経験からコトブキシンジ（後述）と共に凶悪犯罪課を立ち上げた。足で捜査するタイプの刑事でそのスタイルは周囲からも評価されているが、私生活はおざなりになっていてギャンブルに伴う慢性的金欠に陥っている。娘に嫌われることが世で一番の恐怖らしく、そのために本気で禁煙を考えている。
コダイ スミオ（古代 純夫）
24署凶悪犯罪二課特別捜査官。痩身のイケメンで、クサビと行動を共にする。主人公に指示を与える場面も多い。
奇妙な幼児性の癇癪癖を持っており、上司のクサビに対しても暴言を吐く場面がしばしば見られる。また、女性に対してはフェティッシュな感情を持っている他、彼の過去の秘密はストーリーに大きく絡んでいくことになる。
コトブキ シンジ（寿 進二）
24署凶悪犯罪課を統べる凶悪犯罪対策本部長。通称"オヤジ"。
常時大きなサングラスをかけており、その風貌はまるで一昔前の刑事ドラマにも比せられる。前線で捜査する事こそないものの「組織の何たるか」を知る人物であり、後方で強力なバックアップを行う傍ら、時に冷酷な判断も下す信頼できる指揮官である。
モリカワ キヨシ（森川 聖志）
24署凶悪犯罪一課特別捜査官。サングラスと革ジャンを着こなすナイスガイ。
凶悪犯罪課設立前からクサビやコトブキと行動を共にする、初期からのメンバーの1人。その独特のコネクションや非合法の情報屋などから独自に情報を集め、捜査を行う。「シルバー事件」に関しては当時多くを知らなかったようで、現在コトブキに再捜査を命じられており、徐々にその謎に近づきつつある。
ハチスカ チズル（蜂須賀 千鶴）
24署凶悪犯罪一課特別捜査官。25歳。24区長ハチスカカオルの娘。
科学捜査研究所出身で、科学捜査、プロファイリングなどを得意とするが、その手法は周囲から煙たがられている。父の名を出されることを嫌う。理性的な意見を述べる一方で非常に感情の起伏が激しく、周囲を戸惑わせる場面もある。
ナカテガワ モリチカ（仲手川 盛近）
24署凶悪犯罪一課特別捜査官。公安出身。
様々な顔を持ち多くの組織に関わっていた経歴から強力なコネクションを構築しており、凶悪犯罪課においては年輩のクサビやモリカワを差し置いてコトブキに次ぐ実力者としての地位を持つ。髪は常にオールバック、ブランド物のスーツを着こなす都会派で、基本的にはクールな大人の男である。しかしながら「国際フェミニスト連合書記長」を自称するような面もあり、女性に対する言動も基本は理性的である傍ら、突然下劣で変態的な行動をとってはしゃぐ点も見られる。
サカグチ ダイキチ
中央警察捜査相談室直事相談役。長い肩書きを有してはいるが旧体質な捜査しか知らず、実質的には使い物にならなくなった者が送り込まれる窓際職である。
独特の禿頭ともパーマともつかない髪形の壮年の男性で、周りから「アフロ」と呼ばれている（彼はそのことを極度に嫌っている）。「一身に代えても守るべきものがある」との確固たる信念から古い体質の捜査に固執しており、またコトブキら凶悪犯罪課とは対立関係にある。
コウサカ ミチル
中央警察捜査相談室直事管理官。中年の男性。
一本気で筋を通すところがあり、サカグチを古い体質の人間だと分かっていながらそれでも慕っている。
ムナカタ リュウ
デスファイリング特別捜査官。"デスファイリング"とは未だ発展途上の捜査方法で暇も多いらしい。
「シルバー事件」の際にクサビとも同僚であったらしく、今も交流を持っている。バッティングセンターでクサビと情報交換をすることが多く、重要な情報を握っている模様。大事件が起こる直前に治療済みの奥歯が痛み出すという超能力（?）を持っていると称して憚らない。
ナツメ ダイゴ
公安特殊部隊「リパブリック」隊長。よって序盤は主人公の上司でもある。
かつてクサビと行動をともにした元広域捜査官で、「シルバー事件」について知るところも多い。事件後に信念から自らの手でならず者や素性不明の者を集め「リパブリック」を創設、神経質かつ現実的な手法で部隊を統率する。一連の事件の始まりはこの「リパブリック」の初陣でもあった。
サカモト
「リパブリック」隊員。元ヤクザで組の鉄砲玉だったところをナツメにスカウトされた。
イノマタ
「リパブリック」隊員。直情的な性格で、序盤に犯人を深追いして負傷するなど失敗も多い。
ナツメ サクラ
24署凶悪犯罪課特別捜査官。ナツメの娘。物語後半にミコシバとともに凶犯課に補充される。シルバー事件25区にも登場。

### [Placebo]
モリシマ トキオ
24区在住のフリーライター。幼少時の記憶を持たず、事件にもその事は関わっていく。
元々は大手通信社に勤務していたが「言うのも情けないような」理由で退社。その後は郊外のマンション「タイフーン」でペットの亀「アカミミ」と共に自堕落な日々を送っている。自身の編集メモを日記のように記すのが癖で、そのシーンは[Placebo]編中でも大きなウェイトを占める。24区内のバー「ジャック・ハマー」の常連客。
ユカワ エリカ
モリシマの元同僚であり、恋人でもあった女性。現在はモリシマの元上司イノハナの妻。
事件の途中で再びモリシマと出会い、時折行動を共にする。かつてはモリシマの冷酷な自分勝手さに呆れて別れたという。
エンザワ カイジ
モリシマがショッピングセンターでカムイと邂逅する前にカムイを街中で目撃した男で、情報提供を受けてモリシマと接触する。
中年のサラリーマンでカムイのことを半ば信奉しているため、モリシマからは気味悪がられており信用されていない。カムイのことを「新月のようでした」と話す。

## 移植版
| タイトル                     | 発売日                                    | 対応機種                           | 開発元                           | 発売元                           | メディア                            | 備考               |
| ---------------------------- | ----------------------------------------- | ---------------------------------- | -------------------------------- | -------------------------------- | ----------------------------------- | ------------------ |
| シルバー事件                 | 2008年12月10日                            | PlayStation 3 PlayStation Portable |                                  | グラスホッパー・マニファクチュア | ダウンロード （ゲームアーカイブス） |                    |
| The Silver Case              | 2016年10月6日                             | Windows OS X                       | アクティブゲーミングメディア     | アクティブゲーミングメディア     | ダウンロード (Steam)                |                    |
| The Silver Case              | 2016年10月7日                             | Windows OS X                       | アクティブゲーミングメディア     | アクティブゲーミングメディア     | ダウンロード (PLAYISM)              |                    |
| The Silver Case シルバー2425 | 2017年4月18日 2017年4月21日 2018年3月15日 | PlayStation 4                      | グラスホッパー・マニファクチュア | 日本一ソフトウェア               | ダウンロード BD-ROM                 | 売上本数： 2,450本 |
| The Silver Case              | 2017年8月1日                              | Linux                              | アクティブゲーミングメディア     | アクティブゲーミングメディア     | ダウンロード (Steam)                |                    |
| シルバー2425                 | 2020年2月18日                             | Nintendo Switch                    | グラスホッパー・マニファクチュア | アクティブゲーミングメディア     | ダウンロード ゲームカード           |                    |

本作と携帯コンテンツ『シルバー事件25区』（2005年）はニンテンドーDSに移植される予定があったが、後に須田が発売中止を明言した。

## 開発
本作は当初、オーソドックスなコマンド選択式アドベンチャーが3本入ったゲームとして企画されており、タイトルは『イグジット・コール』として開発がスタートしていた。しかし、本作のディレクターである須田剛一は、旧態依然としたゲームシステムで制作する事に疑問を持ち、また自身のオリジナル作品の第一弾という事も考慮し、既存とは違う形でゲーム制作する事を検討する。
既存のゲームシステムに多くの疑問を抱いていた須田は、キャラクターの移動方法やウィンドウの出し方、絵の見せ方など全て既存にはない方法でのシステムを採用する事を決定。また、プログラマーにはプログラムだけでなくデザインも兼業できるようにデザインに関する事を学習させた。さらに絵に関しては、イラストレーターの宮本崇に対し、1枚の絵を時間を掛けて描くのではなく、方法論を確立した上で効率良く描いていくよう要請した。
フィルム・ウインドウに関しては、発売元のアスキーより動きやテンポの良さを要求されたため、全ての情報をウインドウで管理する事を検討した結果であり、また、宮本の描く絵と3Dポリゴンとが画面内でうまく融合しない事もあり、それぞれを別枠のウインドウで表示させることとなった。
ストーリーに関しては、須田の妻の父親が警察官だった事から、刑事モノを題材にする事を決定していた。本作以前に須田がディレクターを担当した『ムーンライトシンドローム』（1997年）にて犯罪を取り扱った際に、若者からの視点しかなかったため、本作では事件を担当する刑事からの視点で犯罪を描く事を模索する事となった。また、須田は自治体の危うさや住民基本台帳ネットワークシステムに懸念を抱いており、適応性が高くいつの間にか管理社会に適応してしまう日本人への恐怖感があり、本作では管理された世界を前提としてストーリーを構築する事となった。須田は本作のストーリーに関して、『ムーンライトシンドローム』の時と同様に、本来重いテーマの話にするつもりはなかったが、結果として重いテーマになってしまったと語っている。
ストーリー構成に関しては、結末は決定せずに書いており、話の大筋は決めているものの、想定していた結末にはならない事が多いという。本来は最後のシチュエーションは観覧車が登場するはずであったが、登場せずにストーリーが終結したという。また、観覧車は『ムーンライトシンドローム』においても登場するはずであったが機会がなかったという。さらに須田は、ヒューマンから独立し会社を設立した事で、ゲームクリエイターと経営者という役割を同時に抱えた事もあり、ヒューマン所属時代では書けなかったストーリーであると語っている。
須田は本作の意図するところとして、「行き先不明感」を重視したと語り、初めてコンピュータゲームが世に登場した時の印象や、『エレベーターアクション』（1983年）のクリア後にクルマで脱出するシーンでの「行き先不明感」が神秘的であった事などから、本作においても後のストーリー展開が分からない物を目指したという。また、皮膚感覚で感じる事を作品にて表現したいとも語っている。
須田は本作の意義として、プレイ後に余韻を残す事、現実の世界との共有や繋がりを持たせる事を実現させたいと語っている。また、本作を全5部作で制作する事を検討していたとも語っている。

## スタッフ
- エグゼクティブ・プロデューサー：吉田穂積
- トータル・プロデューサー：スズキヒサシ
- プロデューサー：タムラヒロユキ
- システム・プログラム：渡辺和寿
- CGプログラム：キムラトオル
- タイトル・プログラム：オオサワケンジ
- アクティブ・プログラム：松崎昇
- プログラム：オガワユウイチ、ニワノマサシ、藤川敏浩
- グラフィック：石坂明彦、折笠圭介
- イラストレーション：宮本崇
  - 「バイアンサヤカ」：ヒロタケ
  - 「プラシーボ」：マサテル
- アートワーク：渡部久巳彦
- ムービー (CG) ：イトウマサキ、ホサカケンジ、タカムラマコト
  - CGデザイン：須田圭一、テライジュン
  - CGアニメーション：イケダマサノリ
  - プロダクション・マネージャー：マツウラユタカ
- ムービー（アニメーション）
  - アニメーション・プロデューサー：石川真一郎
  - ビジュアル・ディレクター：安藤義信
  - オリジナル・アート：向山祐治、野口木ノ実
  - アニメーション・チェック：砂原昭一
  - アニメーション：吉田浩美、岩田竜治、下田功一、松村康功、藤澤泰朗、山本淳
  - 背景：谷村心一、新井邦晴
  - カラー・セッティング、チェック：今井亜津子
  - デジタル・ペインティング：鈴木寿枝、川口恵美、小崎英剛、関沢友紀
  - コンピューターグラフィック・ディレクター：林康次郎
  - デジタル・コンポジション：吉岡宏夫、唐戸光博、北村直樹
  - 3Dデザイン「DDZ」：マツダショウジ、タカオアキテル、篠原勇人、栗原ハジメ
  - プロダクション・マネージャー：梶田浩司
  - プロダクション・コーディネーター：立崎孝史、小田茂政
  - アニメーション：所智一
- ムービー（ビデオ）
  - ビデオ・プランナー：高橋守
  - ビデオ・プロデューサー：クラハシユウコ
  - P.A.：高沼育代、オオニシトモオ
  - カメラ・オペレーター：トダヤスアキ
  - VE：タケカワアキラ、オオノノリアキ
  - ドライバー：フルヤツネミツ
  - ライトニング・テクニシャン：カナザワマサキ、オバタヒロアキ、チカモリジュンジ
  - プロダクション・デザイナー：ナカジマミツオ、コヤマカズト
  - キャスティング：タテイシトオル
  - 写真ディレクター：サコダタカシ
- アクター
  - 「ユキムラ」：ウメダヒロシ
  - 「リポーター」：イガラシユカ
  - 「インタビューA」：キタジマツカサ
  - 「インタビューB」：キノシタトモミ
  - 「インタビューC」：サトウマサフミ
  - 「バイアンサヤカ」：オオキヒカル
  - 「コバヤシヒカル」：ワカバヤシヨシユキ
  - 「スギタコウイチ」：マスオジュン
  - 「ソノダユリコ」：セキヤマチコ
- サウンドトラック：高田雅史
- サンクス：（株）クレコ、（株）リング、横浜ドリームランド
- プロダクション協力：K2ファクトリー、ディジメーション、ダーク・コーポレーション
- スクリーンプレイ：須田剛一、大岡まさひ、加藤さこ
- アシスタント・ディレクター：ハラダヨシカズ、ナガミネユタカ
- ディレクター：須田剛一

## 評価
PlayStation版
ゲーム誌『ファミ通』の「クロスレビュー」では、8・7・7・8の合計30点（満40点）でシルバー殿堂入りを獲得した。
レビュアーからは「フィルムウインドウ」や画面構成に関して「はっきり言って見にくい。見た目はいいけど機能性が」、「画面に表示される壁紙部分はハッキリ言って邪魔。いい雰囲気は出してるんだけど、文字を読むのに集中できません」といった意見が出た。
また、ストーリー展開に関しては、「裏と表という二面的なストーリーの娯楽性は浮いている気が」と一部で不満の声が聞かれた。
ゲーム性や演出面に関しては「ただテキストを追うだけのアドベンチャーではなく、ウインドウを駆使したテンポある演出によって、世界に深く浸れる」、「ビデオゲームでしかなし得ない演出がクールな雰囲気を醸し出している」との意見が出た。
グラフィックや世界観設定に関しては、「『MONSTER』風のストーリーと『神宮寺』タッチの絵が織りなす世界観は〇」、「グラフィック渋め、ストーリーもサイコ系が多く、個人的にはかなり心引かれる内容」と概ね肯定的に評価されている。